# 볼기우럭
볼기우럭(학명:Malakichthys wakiyae)은 주걱치목 반딧불게르치과에 속하는 어류이다. 전체적인 몸길이는 9~15cm가 되는 작은 소형의 몸집을 가진 물고기이다.

## 특징
볼기우럭은 눈퉁바리와 다소 비슷한 특징을 가지고 있지만 차이점으로 눈퉁바리에 비해 뒷지느러미가 9개의 여린 줄기이고 뒷지느러미의 기저에 길이가 가장 긴 뒷지느러미의 연조와 여린줄기보다 길다는 차이점을 가진다. 전체적인 몸의 길이는 뒷지느러미의 기저 길이에 5~6배이다. 제1등지느러미의 끝은 검은색을 띠며 앞아가미뚜껑 끝에는 톱니가 있는 줄이 하나 있고 아래턱의 앞끝엔 앞으로 향한 한쌍의 가시가 존재한다. 몸의 등쪽은 적갈색을 띠며 중앙과 배쪽은 은백색을 띤다. 몸의 높이는 높고 옆으로 납작하며 눈은 매우 크다. 머리의 등쪽 및 배쪽은 경사가 급한 편이며 주둥이의 앞쪽은 뾰족하고 아래턱이 위턱보다 약간 앞쪽으로 튀어나와 있다. 옆줄은 완만한 곡선으로 몸의 등쪽으로 치우쳐 위치한다. 등지느러미는 1개이며 등지느러미의 4번째 가시가 가장 길고 꼬리지느러미는 가랑이형이다. 위턱의 앞끝은 동공 윗가장자리의 수평 선상에 놓이며 위턱의 뒤끝은 동공의 앞가장자리 아래를 조금 지나고 아래턱의 앞끝에는 작은 1개의 극이 있다. 입은 심하게 경사진 모습을 하고 있다. 위턱과 아래턱에는 각각 가느다란 이빨들이 줄지어 나 있다. 먹이로는 작은 물고기 및 작은 갑각류를 잡아먹고 사는 육식성의 물고기이다.

## 서식지와 어획
볼기우럭의 주요한 서식지는 북서부 태평양으로서 대한민국의 남해, 일본, 타이완, 동중국해에 주로 서식하는 어류이다. 수심 200m 내외의 조개껍질이 섞인 모래바닥에 주로 서식하는 표해수대의 어류이고 밤에는 수심 30m 내외의 얕은 곳으로 올라오기도 한다. 볼기우럭은 식용으로 이용되는 어종이며 주로 저층 트롤어업에 의해 어획된다. 볼기우럭을 식용으로 이용할 때는 주로 어묵이나 어육가공품의 원료로 이용되며 그외에 생선으로도 식용한다.

## 같이 보기
- 주걱치목
- 반딧불게르치과